# Double2T
Bùi Xuân Trường (sinh ngày 14 tháng 4 năm 1996), thường được biết đến với nghệ danh Double2T, là một nam rapper và ca sĩ kiêm nhạc sĩ sáng tác ca khúc người Việt Nam. Anh được biết đến khi đã xuất sắc trở thành quán quân trong mùa thứ ba của chương trình Rap Việt.

## Sự nghiệp
Double2T tên thật là Bùi Xuân Trường, sinh ra và lớn lên ở Tuyên Quang. Từ khi còn nhỏ, Double2T đã bộc lộ niềm yêu thích với rap khi nghe thể loại âm nhạc này từ một chiếc tivi đen trắng ở nhà. Trong những năm học phổ thông, anh bắt đầu tìm hiểu về rap và bắt đầu việc sáng tác và thu âm bài rap đầu tiên từ một chiếc tai nghe cũ ở tiệm internet.
Trước khi đến với Rap Việt, anh có một thời gian làm nghề cắt tóc. Theo chia sẻ của anh, nghệ danh Double2T có ý nghĩa là 22T (22 Tuyên Quang), biển số xe quê hương anh. Ngoài ra, T còn có nghĩa là Trường (trong tên thật của anh).
Tại Rap Việt mùa 3, anh vốn là thí sinh của đội B Ray. Sau màn trình diễn không thành công ở vòng 2, anh được BigDaddy tung nón vàng giải cứu và là thí sinh cuối cùng lọt vào chung kết, trước khi giành ngôi quán quân của cuộc thi. Double2T cũng đã rất thành công khi cho ra mắt bản hit À Lôi và Chài điếp noọng.
Ngày 14 tháng 4 năm 2024, Double2T phát hành album đầu tay mang tên 10 năm trước.
Trường đã nhận giải thưởng "Thanh niên sống đẹp" của Trung ương Hội Liên hiệp thanh niên Việt Nam năm 2024 với việc làm tử tế bằng dự án Đánh cắp mặt trời để mang điện lên vùng cao.
Vào tháng 8/2025, Double2T tham gia Sao nhập ngũ mùa 16.

## Danh sách đĩa hát

### Album phòng thu
- 10 năm trước (2024)

### Đĩa đơn
- À lôi
- Chài điếp noọng
- Đánh cắp mặt trời
- Cánh chim phượng hoàng (hợp tác với Tùng Dương)

## Danh sách chương trình truyền hình
| Năm  | Chương trình | Vai trò  |
| ---- | ------------ | -------- |
| 2025 | Sao nhập ngũ | Tân binh |

## Giải thưởng và vinh danh
| Năm  | Giải thưởng            | Hạng mục                           | Đề cử                    | Kết quả   |
| ---- | ---------------------- | ---------------------------------- | ------------------------ | --------- |
| 2023 | TikTok Awards Việt Nam | Bài hát nổi bật nhất của năm       | À Lôi - Double2T x Masew | Đoạt giải |
| 2023 | Giải Mai Vàng          | Nam ca sĩ và rapper                | Bản thân                 | Đề cử     |
| 2023 | Giải Mai Vàng          | Ca khúc                            | À Lôi                    | Đề cử     |
| 2023 | WeChoice Awards        | Nhân vật truyền cảm hứng           | Bản thân                 | Đoạt giải |
| 2023 | WeChoice Awards        | Ca khúc của năm                    | À Lôi - Double2T x Masew | Đề cử     |
| 2023 | WeChoice Awards        | Màn kết hợp bùng nổ                | À Lôi - Double2T x Masew | Đề cử     |
| 2023 | Làn Sóng Xanh          | Bài hát hiện tượng                 | À Lôi - Double2T x Masew | Đề cử     |
| 2023 | Làn Sóng Xanh          | Top 10 ca khúc được yêu thích nhất | À Lôi - Double2T x Masew | Đoạt giải |
| 2023 | Làn Sóng Xanh          | Ca khúc của năm                    | À Lôi - Double2T         | Đề cử     |
| 2023 | Làn Sóng Xanh          | Gương mặt mới xuất sắc             | Bản thân                 | Đề cử     |
| 2024 | Giải Cống hiến         | Nghệ sĩ mới của năm                | Bản thân                 | Đoạt giải |
| 2024 | Giải Cống hiến         | Bài hát của năm                    | À Lôi                    | Đoạt giải |

### Vinh danh
- Quán quân Rap Việt mùa 3[2]
- Nhận giải thưởng "Thanh niên sống đẹp" của Trung ương Hội Liên hiệp thanh niên Việt Nam năm 2024.[7]